# Jag lyfter mina händer
Jag lyfter mina händer är en psalm som är skriven (eller översatt) av Jakob Arrhenius 1694. Texten grundar sig på Psaltaren 121. I 1986 års psalmbok anges att texten bearbetades av Jesper Swedberg 1694 också, en bearbetning som i huvudsak stått sig i 300 år eftersom ingen annan upphovsman finns angiven därefter.
Texten inleds 1695 med orden:
Jagh lyfter mina händer
Up til Gudz berg och huus
Enligt 1697 års koralbok används melodin även för psalmerna: Säg Herre, huru länge Wil tu förgäta migh (1695 nr 33), Min Gud jag nu åkallar (1695 nr 73) och Till dig ur hjärtegrunden (1695 nr 100). Melodin är hämtad ur La forme des prières et chants ecclésiastiques, och melodin kom sen att användas även för psalmen För hela världen vida (1921 nr 546, 1937 nr 250, 1986 nr 416).
Melodin i 1986 års psalmbok finns i två varianter, en av Melchior Teschner från 1615 (nr 238 a), vilken också används som alternativ melodi till psalmerna Vi lyfter våra hjärtan, De äro nu förgångna, Med alla Herrens fromma, Nu dagen är till ända, Pris vare Gud som låter och Är Gud i himlen för mig, samt en av Johan Georg Lotscher från 1795 (nr 238 b), vilken också används som alternativ melodi till psalmen Hur ljuvt det är att komma.

## Publicerad i
- 1695 års psalmbok som nr 95 under rubriken II. Konung Davids psalmer
- 1819 års psalmbok som nummer 33 under rubriken "Skapelsen och försynen - I allmänhet".
- Stockholms söndagsskolförenings sångbok 1882 som nummer 83 med verserna 1-3, under rubriken "Psalmer".
- Sionstoner 1889 som nummer 438, med verserna 1-3, under rubriken "Psalmer"
- Svenska Missionsförbundets sångbok 1894 som nummer 390 under rubriken "Det kristliga livet. Bönesånger".
- Musik till Frälsningsarméns sångbok 1907 som nummer 93
- Svensk söndagsskolsångbok 1908 som nummer 191 under rubriken "Guds barns trygghet".
- Lilla Psalmisten 1909 som nummer 122 under rubriken "Bönesånger".
- Svenska Missionsförbundets sångbok 1920 som nummer 371 under rubriken "Det kristliga livet. Bönesånger".
- Svenska Frälsningsarméns sångbok 1922 som nummer 7 under rubriken "Inledningssånger och psalmer".
- Svensk söndagsskolsångbok 1929 som nummer 2 under rubriken "Inlednings- och samlingssånger".
- Frälsningsarméns sångbok 1929 som nummer 585 under rubriken "Begynnelse och avslutningssånger".
- Segertoner 1930 som nummer 14.
- Sionstoner 1935 som nummer 2 under rubriken "Inledning och bön".
- 1937 års psalmbok som nummer 306 under rubriken "Trons glädje och förtröstan".
- Frälsningsarméns sångbok 1943 som nummer 585 under rubriken "Begynnelse och slutsånger".
- Förbundstoner 1957 som nummer 16 under rubriken "Guds härlighet och trofasthet: Guds trofasthet".
- Segertoner 1960 som nummer 14
- Psalmer för bruk vid krigsmakten 1961 som nummer 306 i verserna 1-3.
- Frälsningsarméns sångbok 1968 som nummer 715 under rubriken "Begynnelse Och Avslutning"

### Den franska koralen från Strasbourg 1539
- 1695 års psalmbok som nummer 95 under rubriken "Konung Davids Psalmer".

### Melchior Teschners melodi från 1615
- Den svenska psalmboken 1986, 1986 års Cecilia-psalmbok, Psalmer och Sånger 1987, Segertoner 1988 och Frälsningsarméns sångbok 1990 som nummer 238a under rubriken "Förtröstan - trygghet".
- Svensk psalmbok för den evangelisk-lutherska kyrkan i Finland (1986) som nummer 382 under rubriken "Tro och trygghet"
- Lova Herren 1987 som nummer 17 under rubriken "Guds godhet och fadersomsorg".
- Lova Herren 2020 som nummer 380 under rubriken "Trygghet och förträstan"

### Johan Georg Lotschers melodi från 1794
- Nr 238 i Den svenska psalmboken 1986, 1986 års Cecilia-psalmbok, Psalmer och Sånger 1987, Segertoner 1988 och Frälsningsarméns sångbok 1990 som nummer 238b under rubriken "Förtröstan - trygghet".